# Alberto Ortega Rosa
Alberto Javier Ortega Rosa (Montevideo, 11 de julio de 1978) es un exfutbolista y entrenador uruguayo. Actualmente dirige a Stormers San Lorenzo de la Asociación de Fútbol Potosí. En su etapa como jugador se desempeñó como volante.

## Trayectoria
Debutó en la Segunda División Profesional de Uruguay del año 1998, defendiendo la camiseta de Cerro. Aquel año resultó campeón del torneo y ascendió a la Primera División para la siguiente temporada. Vistió la albiceleste de los Villeros hasta el 2004, para luego jugar dos temporadas en Sportivo Cerrito. En 2007 regresa a Cerro, nuevamente en Segunda División y acabado el campeonato 2006-07 retornan a la máxima división uruguaya.
Para el 2008 se fue a jugar por el Aurora de Cochabamba, Bolivia. Allí se tituló campeón del Clausura 2008 tras derrotar a Real Potosí en semifinales y a Blooming en la final. Este fue el primer título de la Liga del Fútbol Profesional Boliviano y segundo título nacional para el club.
El 2009 otra vez cambia de país y aterriza en Curicó Unido, que hacía su estreno histórico en la Primera A del fútbol chileno. Como uno de los referentes y capitanes del equipo, también aportó con varios goles importantes, como los que le anotó a Deportes La Serena, O'Higgins, Universidad Católica, dos a Palestino y, el más recordado, a Ñublense en Chillán, clásico rival del elenco albirrojo. A pesar de esto, Curicó Unido descendió de categoría a final de temporada, y el "Beto" continuó un año más en el club, disputando la Primera B. La temporada siguiente recae en Deportes Copiapó, descendiendo de nivel a la recién creada Segunda División Profesional.
En el último año de su carrera, vistió la camiseta del Independiente de Campo Grande de Paraguay y de El Tanque Sisley de la Primera División uruguaya. En total, aquel año 2012 solo jugó 2 partidos y al finalizar este, pone fin a su carrera como futbolista profesional.
Desde 2015 hasta 2017 fue parte del personal técnico del fútbol formativo de Curicó Unido, como entrenador de la Sub-13 del club, con muy buenos resultados.
En julio de 2017, Ortega fue presentado como nuevo DT de Chimbarongo FC, equipo que intentaba salir de la última ubicación de la tabla del Campeonato chileno de Tercera A 2017 y así no descender a la Tercera División B. Luego de 12 fechas, y un solo triunfo, "el Beto" dejó la banca del club que finalmente perdió la categoría y descendió.

## Clubes

### Como jugador
| Club             | País     | Año       |
| ---------------- | -------- | --------- |
| Cerro            | Uruguay  | 1998-2004 |
| Cerrito          | Uruguay  | 2004-2006 |
| Cerro            | Uruguay  | 2007      |
| Aurora           | Bolivia  | 2008      |
| Curicó Unido     | Chile    | 2009-2010 |
| Deportes Copiapó | Chile    | 2011      |
| Independiente    | Paraguay | 2012      |
| El Tanque Sisley | Uruguay  | 2012      |

### Como entrenador
| Club                 | País    | Año               |
| -------------------- | ------- | ----------------- |
| Chimbarongo FC       | Chile   | 2017              |
| Stormers San Lorenzo | Bolivia | 2023 - Actualidad |

## Palmarés
| Título                       | Club   | País    | Año    |
| ---------------------------- | ------ | ------- | ------ |
| Segunda División Profesional | Cerro  | Uruguay | 1998   |
| Primera División             | Aurora | Bolivia | 2008-C |